# Louis Delort
 (juillet 2016).
Louis Delort, né le 5 août 1993 à Écully (Rhône), est un auteur-compositeur-interprète français.

## Biographie
Louis Delort est originaire de Saint-Trivier-sur-Moignans dans l'Ain. Il est le fils de Laurent Delort, guitariste professionnel. À l'âge de 16 ans, Louis quitte le lycée Edgar Quinet à Bourg en Bresse pour se lancer dans la musique et entrer au conservatoire. Il monte en parallèle son groupe, The Sheperds.
Il se fait connaître lors de sa participation à la première saison de l'émission The Voice, la plus belle voix en 2012. Alors âgé de 18 ans, il atteint la finale et termine à la 2e position.
Il obtient ensuite le 1er rôle dans la comédie musicale 1789 : Les Amants de la Bastille de Dove Attia, au côté notamment de Rod Janois et de Camille Lou, où il incarne Ronan, un jeune révolutionnaire.
Le 14 décembre 2013, à l'occasion de la 15e édition des NRJ Music Awards, il remporte le prix de la révélation francophone de l'année.
Son premier album Louis Delort and The Sheperds sort le 20 octobre 2014 sous le label Mercury.
Louis Delort a sorti son premier album solo La Folie des hommes le 29 septembre 2018, financé grâce à une campagne de financement participatif.
Il intervient depuis 2020 en tant que coordinateur pédagogique et professeur de chant à l'École Professionnelle des Arts de la Scène (EPAS) située à Mâcon.
En 2021, Louis participe à l'édition anniversaire de The Voice, The Voice : All Stars. Il terminera deuxième lors de cette saison.
En octobre 2022, il devient papa pour la première fois d’un garçon nommé Léon qu'il a avec sa compagne Angèle Debono.

## The Voice
Lors des auditions à l'aveugle, Louis interprète le tube Video Games de Lana Del Rey, les quatre coachs se retourneront et Louis finira par choisir Garou.
Lors de la battle, il est opposé à Damien Schmitt sur le titre One de U2. Louis remporte cette battle avec des avis consultatifs favorables de la part des autres coachs.
Lors du premier live, il chante Trouble de Coldplay et sera sauvé par Garou. Il marquera, par la suite, les esprits avec sa reprise de Jacques Brel, Amsterdam. Lors du 4e prime, il interprète la chanson Creep du groupe Radiohead. Il sera sauvé par le public. Lors de la demi-finale, il interprète Unchained Melody sur fond d'orages : il est qualifié pour la finale face à Atef avec les faveurs de son coach et du public, récoltant une note de 105,5/150, la plus élevée de cette demi-finale.
Enfin, lors de la finale, Louis interprète Redemption Song de Bob Marley avec Yannick Noah, Lonely Boy des Black Keys avec son coach, Garou, ainsi que Avec le temps de Léo Ferré et une chanson de Gotye, Somebody That I Used To Know, en solo. Il était en tête des votes jusqu'à ce que son concurrent, Stéphan Rizon, passe en tête après son interprétation de Caruso. Finalement, l'écart sera faible, mais Louis terminera dauphin de la compétition avec 29,9 % des votes contre 31,5 % pour Stéphan.

## 1789: Les Amants de la Bastille
Dès 2012, il rejoint la troupe de la comédie musicale 1789 : Les Amants de la Bastille, où il interprète l’un des rôles principaux : Ronan Mazurier, un jeune révolutionnaire arrivé à Paris après la mort de son père et qui y rencontre Olympe du Puget, sous-gouvernante des enfants de Marie-Antoinette d'Autriche. À eux deux, ils forment les Amants de la Bastille.
Il y interprète :
- Sur la peau ;
- Maniaque avec Matthieu Carnot ;
- Tomber dans ses yeux avec Camille Lou ;
- Hey Ha avec Sébastien Agius, Rod Janois et David Ban ;
- Pic et Pic avec Sébastien Agius, Rod Janois et David Ban - saison 2 à Paris ;
- La Guerre pour se plaire avec Camille Lou ;
- La Rue nous appartient avec Rod Janois ;
- Sur ma peau ;
- Pour la peine avec le reste de la troupe.

À cause de son enrôlement tardif dans la troupe, il n’apparaît pas sur certaines chansons de l’album intégral du spectacle, qu'il interprète pourtant sur scène. C’est le cas de Maniaque.
Le titre Sur ma peau, 5e extrait de l’album, a été composé par Louis Delort et son père Laurent Delort.

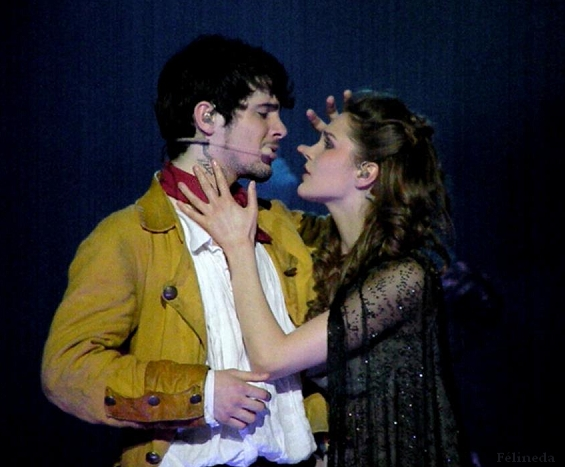
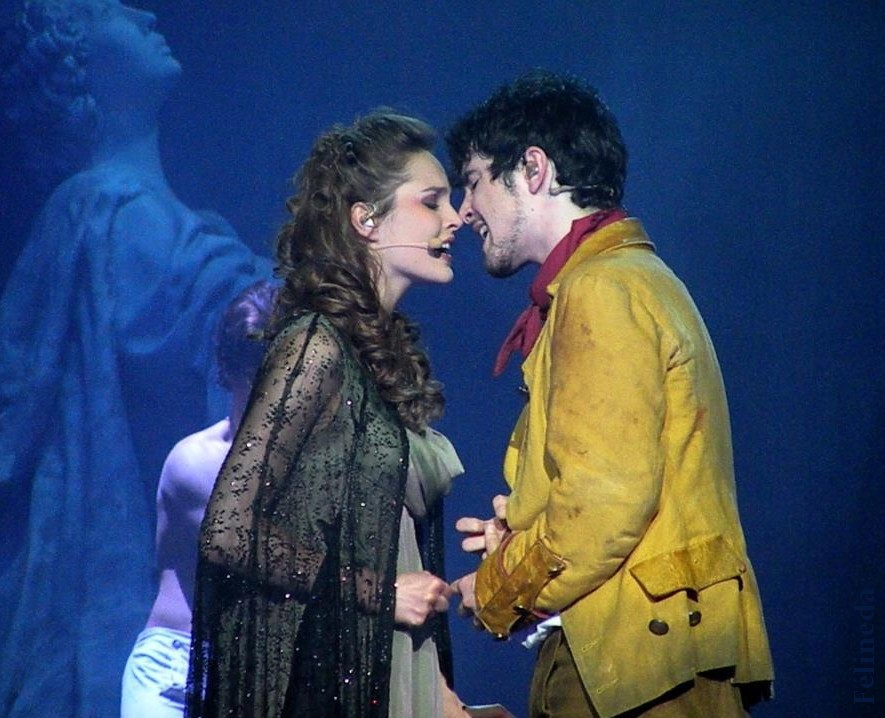
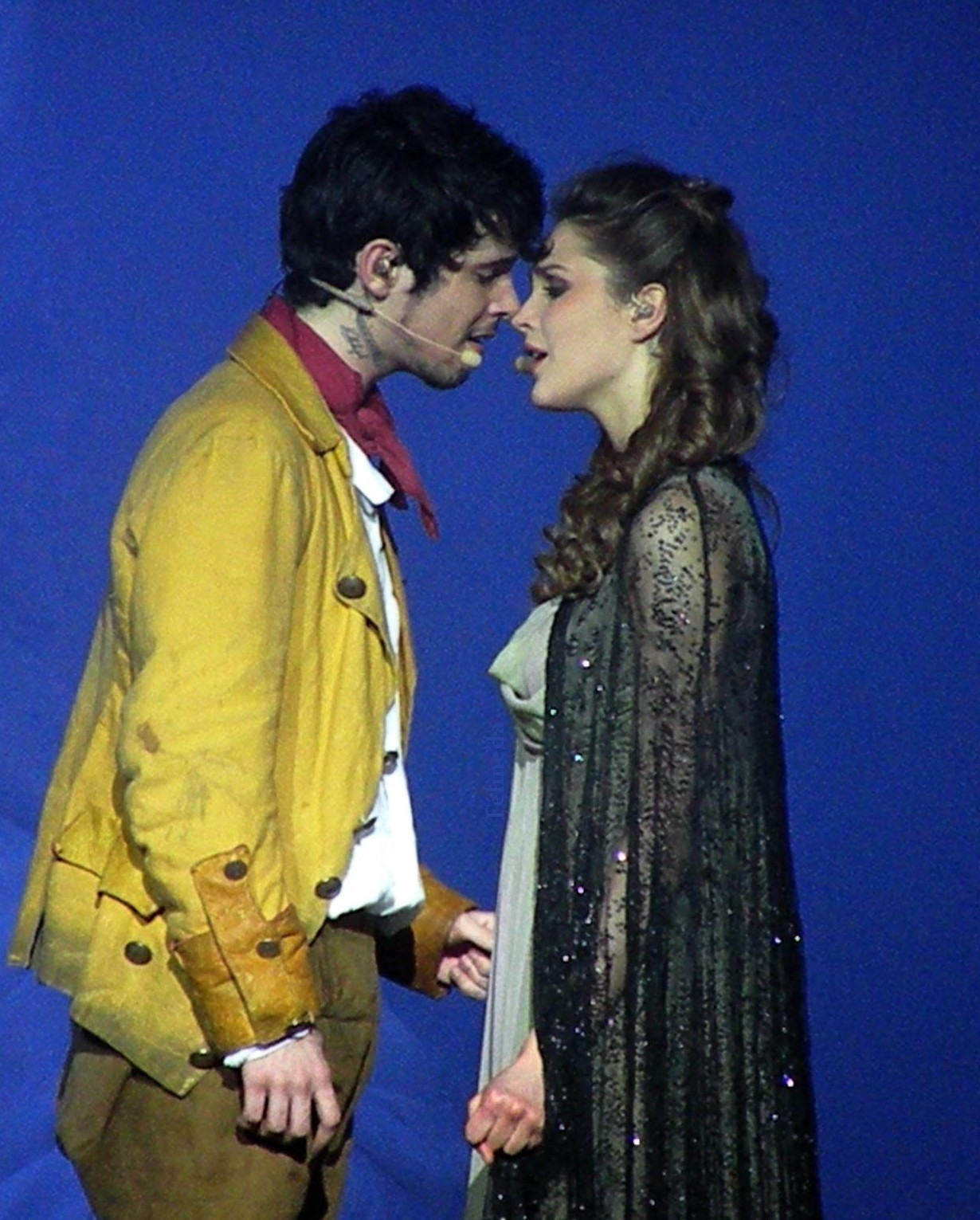
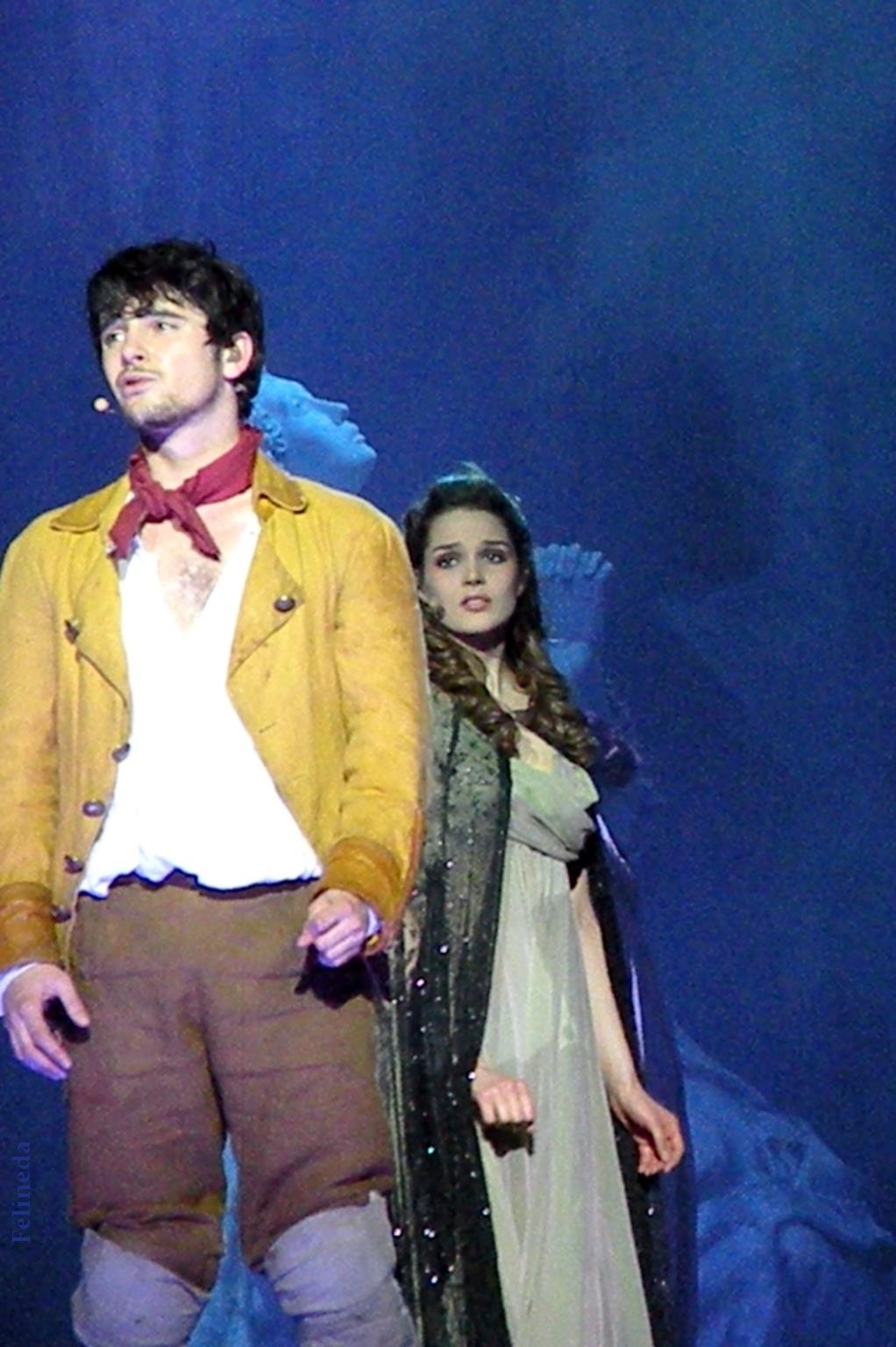

## The Sheperds
En juin 2010, Louis forme avec certains de ses amis le groupe de The Sheperds, nom provenant du nom de famille du bassiste. Il prend le rôle de chanteur et guitariste, Victorien Berger se trouve à la basse, Lucas Goudard à la batterie, Quentin Bozonnet au trombone, Cyril Bozonnet à la trompette et plus tard, Quentin Deneuve au saxophone. Tous les cinq se mettent à composer et écrire leurs chansons. De leurs propres moyens, dans un garage, ils enregistrent et produisent leur premier EP sous le nom de The Gold Taste. Ils mettent très vite celui-ci en vente, enchaînant les petites scènes locales.
Après le passage de Louis à The Voice, la formation du groupe se modifie et le tromboniste et trompettiste laisse place au violoniste, Théo Ceccaldi et au violoncelliste, Valentin Ceccaldi. Un peu plus tard, c'est au tour du bassiste, Victorien Berger, de laisser sa place à Jean-Étienne Maillard.
Le groupe prend alors le nom de Louis Delort and The Sheperds et commence en studio la création d'un premier album avec la maison de disque Mercury. En août 2013, sort le premier single, Je suis là. Entre-temps, le bassiste, Victorien Berger revient dans le groupe, laissant à Jean-Étienne Maillard le rôle de guitariste. Un an plus tard sort le second single, Outre Manche. L'album sortira lui le 20 octobre 2014. Ils enchainent alors les dates dans une longue tournée dans toute la France et en Belgique.
En 2016, le groupe se sépare à la suite du départ de Lucas Goudard l'un des membres fondateurs. Victorien et Louis tenteront de continuer l'aventure ensemble en recrutant tour à tour les batteurs Allan Varnfield (ex Saturday Sun) puis Cyril Gelly (Yeast) avec lequel ils donneront un dernier concert complet le 27 janvier 2017 à Mornant (69).

## La Folie des hommes
En mars 2017, Louis lance une campagne de financement participatif pour produire son nouvel album, La Folie des hommes. Cet album sera son premier album solo. L’objectif initial est largement dépassé puisque la cagnotte attendra 240 % de la somme demandée. Cela permet entre autres d’augmenter le nombre de chansons présentes dans l’album à treize, au lieu des douze initialement prévues.
Le 13 avril 2018 sort le single Le Monde est à rendre, premier extrait de l’album. Le single est accompagné d'un clip, lui aussi financé grâce à une campagne de financement participatif.
Le 8 juin suivant, Louis propose un nouvel EP, Stockholm, composé de cinq chansons, certaines issues de son futur album, d’autres inédites.
L'album La Folie des hommes est sorti le 29 septembre 2018. Louis s'est produit au Café de la Danse à Paris la veille pour le présenter.

## Anima
En mai 2019, Louis annonce sur ses réseaux sociaux son nouveau projet musical : Anima. Ce projet est en duo avec Angèle Debono.
Un premier extrait, intitulé Fight/Focus, est sorti le 20 mai 2020.
Le clip d'un second single, Hit back time est révélé le 14 aout 2020.

## The voice: All Stars
À l'occasion de l'anniversaire de The Voice, TF1 annonce une saison spéciale All Stars, où une cinquantaine de candidats de The Voice et The Voice Kids ont eu l'occasion de repasser des auditions à l'aveugles.
Lors de cette saison, Louis choisit Patrick Fiori comme coach.
Après avoir été qualifié lors des cross battle, il est repéché, grâce au vote du public, parmi les dix talents éliminés durant des demi-finales,.
Lors de la finale, Louis interprète Fix you, du groupe britannique Coldplay, ainsi qu'une chanson avec Garou, son coach de la saison 1, et Patrick Fiori : Belle, de la comédie musicale Notre-Dame de Paris. Louis arrivera second de cette édition All Stars, remportant 20,8 % des votes du public.

## Discographie

### Albums studio
- 2012 : The Voice : La plus belle voix (album regroupant tous les titres de Louis au cours de l’émission The Voice)
- 2012 : 1789 : Les Amants de la Bastille (album studio du spectacle musical)
- 2014 : Louis Delort and The Sheperds
- 2018 : La Folie des hommes

### EP
- 2011 : The Gold Taste avec le groupe The Sheperds
- 2018 : Stockholm
- 2023 : La Paix

### Singles
- 2012 : Tomber dans ses yeux avec 1789, Les Amants de la Bastille
- 2013 : Sur ma peau avec 1789, Les Amants de la Bastille
- 2013 : Je suis là avec son groupe Louis Delort and The Sheperds
- 2014 : Outre-manche avec son groupe Louis Delort and The Sheperds
- 2018 : Le monde est à rendre

### Participations
- 2013 : Pour une vie, pour un rêve pour Mission UNITAID
- 2014 : Kiss and Love pour Le Sidaction
- 2015 : Oum le dauphin blanc générique du dessin animé[17]

### DVD
- 2013 : 1789 : Les Amants de la Bastille, spectacle musical de Dove Attia et Albert Cohen enregistré au Palais des sports de Paris le 18 décembre 2012

## Récompenses
- 2014 : NRJ Music Awards : Révélation francophone de l'année